# Lebidoti
Lebidoti este un oraș din Brokopondo, Surinam.